# Central Waterfront (Seattle)
Central Waterfront est un quartier de la ville de Seattle dans l'État de Washington au nord-ouest des États-Unis. 

## Historique
Un port de containeur y a été construit dans les années 1960. Dans les années 2000, certains quais ont été reconvertis pour des activités touristiques, et on y trouve notamment des commerces et des restaurants.

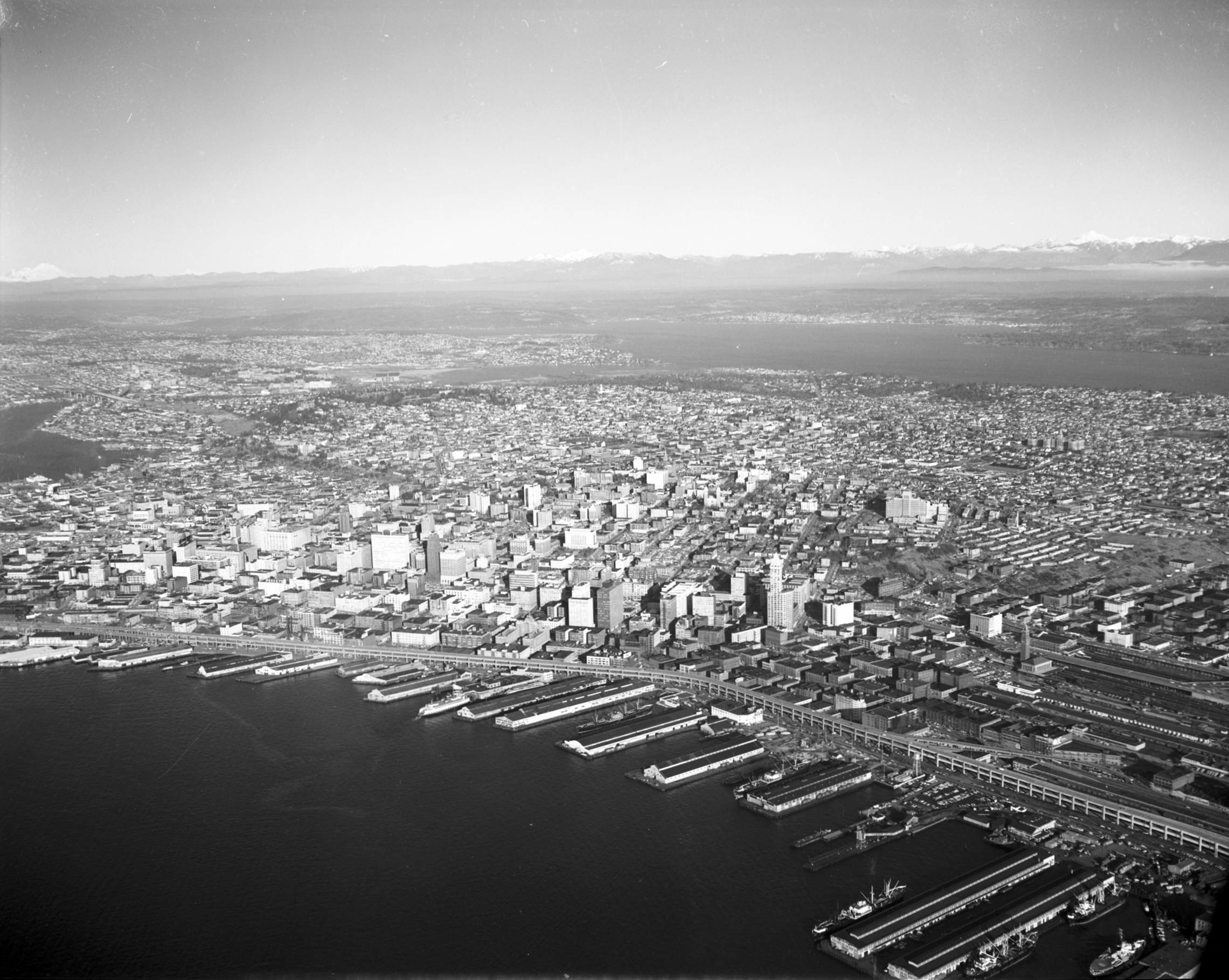
Vue aérienne de Central Waterfront dans les années 1960.

## Source
- (en) Cet article est partiellement ou en totalité issu de l’article de Wikipédia en anglais intitulé « Central Waterfront, Seattle » (voir la liste des auteurs).